# Antoine Meillet
Paul Jules Antoine Meillet, född den 11 november 1866 i Moulins, departementet Allier, död den 21 september 1936 i Châteaumeillant, departementet Cher, var en fransk språkforskare.
Meillet företog studieresor till Kaukasus och verkade som professor i jämförande språkvetenskap vid flera högre läroanstalter i Paris, sedan 1906 företrädesvis vid Collège de France. Hans huvudområden är slavisk armenisk och grekisk lingvistik, men kvantitativt faller större delen av hans författarskap inom ariska språkområdet, särskilt det eranska, varjämte han med iver kastade sig på de bägge nyupptäckta dialekterna i Öst-Turkestan, som sammanfattas under namnet "tochariska" (Le tokharien, i "Indogermanisches Jahrbuch" , 1913). 
Meillet upprättade och var president för Institut d’études slaves. År 1924 höll han i Uppsala på inbjudan av Olaus Petristiftelsen föreläsningar om Gatha-hymnerna i Avesta. Samma år blev han ledamot av Institutet. Bland hans många arbeten kan nämnas Études sur l’étymologie et le vocabulaire du vieux slave (2 band, 1902-05), Esquisse d’une grammaire comparée de l'arménien classique (1903), Introduction à l'étude comparative des langues indo-européennes (samma år; 3:e upplagan 1910), Altarmenisches Elementarbuch (1913), Apercue d'une histoire de la langue grecque (samma år) och Grammaire du vieux perse (1915).

## Utmärkelser, ledamotskap och priser
- Hedersledamot av Vetenskapssocieteten i Lund (HedLVSL)[17]